# Brian J. Smith
Brian Jacob Smith (Allen, Texas; 12 de octubre de 1981) es un actor estadounidense, conocido por su papel de Matthew Scott en la serie de ciencia ficción Stargate Universe y de Will Gorski en Sense8, así como en varios largometrajes como Hate Crime.

## Biografía
Brian J. Smith es originario de Allen, Texas. Se graduó en 2005 en el colegio Juilliard School en la ciudad de Nueva York y desde entonces ha trabajado en películas de cine independiente así como en la serie Stargate Universe, hasta su cancelación en 2010. Desde 2015 es uno de los protagonistas de la serie Sense8 transmitida por Netflix.

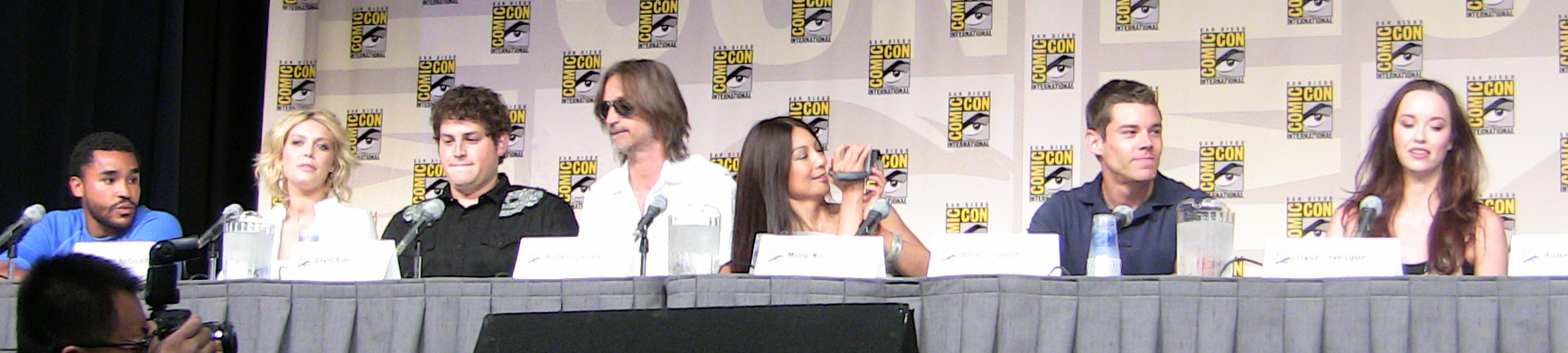
Brian J. Smith junto al elenco de Stargate
Universe en el Comic Con 2009

- 2023 protagonizó la serie canadiense "El condado de Esse" (Essex County), junto a Molly Parker.

## Vida personal
El 7 de noviembre de 2019, se declaró abiertamente gay en una entrevista para la revista Attitude.

## Filmografía
| Año  | Película                 | Papel      |
| ---- | ------------------------ | ---------- |
| 2005 | Hate Crime               | Trey McCoy |
| 2009 | The War Boys             | George     |
| 2009 | Red Hook                 | Chappy     |
| 2011 | Red Faction: Origins     | Jake Mason |
| 2021 | The Matrix Resurrections | Berg       |

| Año       | Programa                       | Papel             | Episodios                     |
| --------- | ------------------------------ | ----------------- | ----------------------------- |
| 2004      | Stargate Atlantis              | Soldado           | Episodio "The Storm"          |
| 2009      | Law & Order                    | Derek Sherman     | Episodio "Crimebusters"       |
| 2009-2011 | Stargate Universe              | Matthew Scott     | Papel principal, 40 episodios |
| 2010      | Asesinato en el Orient Express | Hector MacQueen   |                               |
| 2011      | Gossip Girl                    | Max Harding       | 6 episodios                   |
| 2012      | Almacén 13                     | Jesse Ashton      | Episodio "Personal Effects"   |
| 2012      | Coma                           | Paul Carpin       | 2 episodios                   |
| 2012      | The Good Wife                  | Ricky Waters      | Episodio "The Art of War"     |
| 2012      | Person of Interest             | Shayn Coleman     | Episodio "Shadow Box"         |
| 2013      | Blue Bloods                    | Robert Carter     | Episodio "Devil's Breath"     |
| 2013      | Defiance                       | Gordon McClintock | 2 episodios                   |
| 2013      | Unforgettable                  | John Curtis       | Episodio "Past Tense"         |
| 2015-2017 | Sense8                         | Will Gorski       | Papel principal, 24 episodios |
| 2015      | Quantico                       | Eric Packer       | Episodio "Run"                |
| 2019      | Treadstone                     | Doug McKenna      |                               |